# テッラノーヴァ・デイ・パッセリーニ
テッラノーヴァ・デイ・パッセリーニ（伊: Terranova dei Passerini）は、イタリア共和国ロンバルディア州ローディ県にある、人口約900人の基礎自治体（コムーネ）。

## 地理

### 位置・広がり

#### 隣接コムーネ
隣接するコムーネは以下の通り。
- ベルトーニコ
- カザルプステルレンゴ
- カステルジェルンド
- カスティリオーネ・ダッダ
- コドーニョ
- トゥラーノ・ロディジャーノ

### 気候分類・地震分類
気候分類では、zona E, 2573 GGに分類される。
また、イタリアの地震リスク階級 (it) では、zona 3 (sismicità bassa) に分類される。

## 行政

### 分離集落
テッラノーヴァ・デイ・パッセリーニには、以下の分離集落（フラツィオーネ）がある。
- Cassina dei Passerini, Cascinette, Cascinotti, Rovedaro, San Giacomo